# Страховская улица
Стра́ховская у́лица — улица в Восточном административном округе, на территории района Преображенское, Москва.

## История
Страховская наречена так не потому, что кто-то когда-то натерпелся здесь страху или организовал страховую контору, а просто в честь одного из здешних домовладельцев.
До середины 1970-х годов проходила от Краснобогатырской улицы (тогда — улица Черкизовский вал) до набережной Шитова.

## Расположение
Отходит от Малой Черкизовской улицы под прямым углом, заворачивает к северу под углом в 90 градусов и заканчивается. Дальше идёт пешеходная зона, выходящая к улице Хромова (справа от неё — гаражи).

## Строения и сооружения
№ 28 — пятиэтажный двухподъездный 40-квартирный кирпичный жилой дом серии II-28.
Единственный жилой дом на практически уже не существующей улице.
Остальные дома поблизости от улицы, числятся или по Малой (дом № 12), или по Большой Черкизовской улице (дома, №: 5, 5к7, 5к8, 5к8с1).

## Транспорт

### Наземный транспорт
Наземный общественный транспорт по этой улице не ходит; улица доступна пешим порядком от станции метро «Преображенская площадь» (около 370 метров до метро).

### Ближайшие станции метро
- Станция метро «Преображенская площадь».